# Wilhelm Vigier (Politiker, 1823)

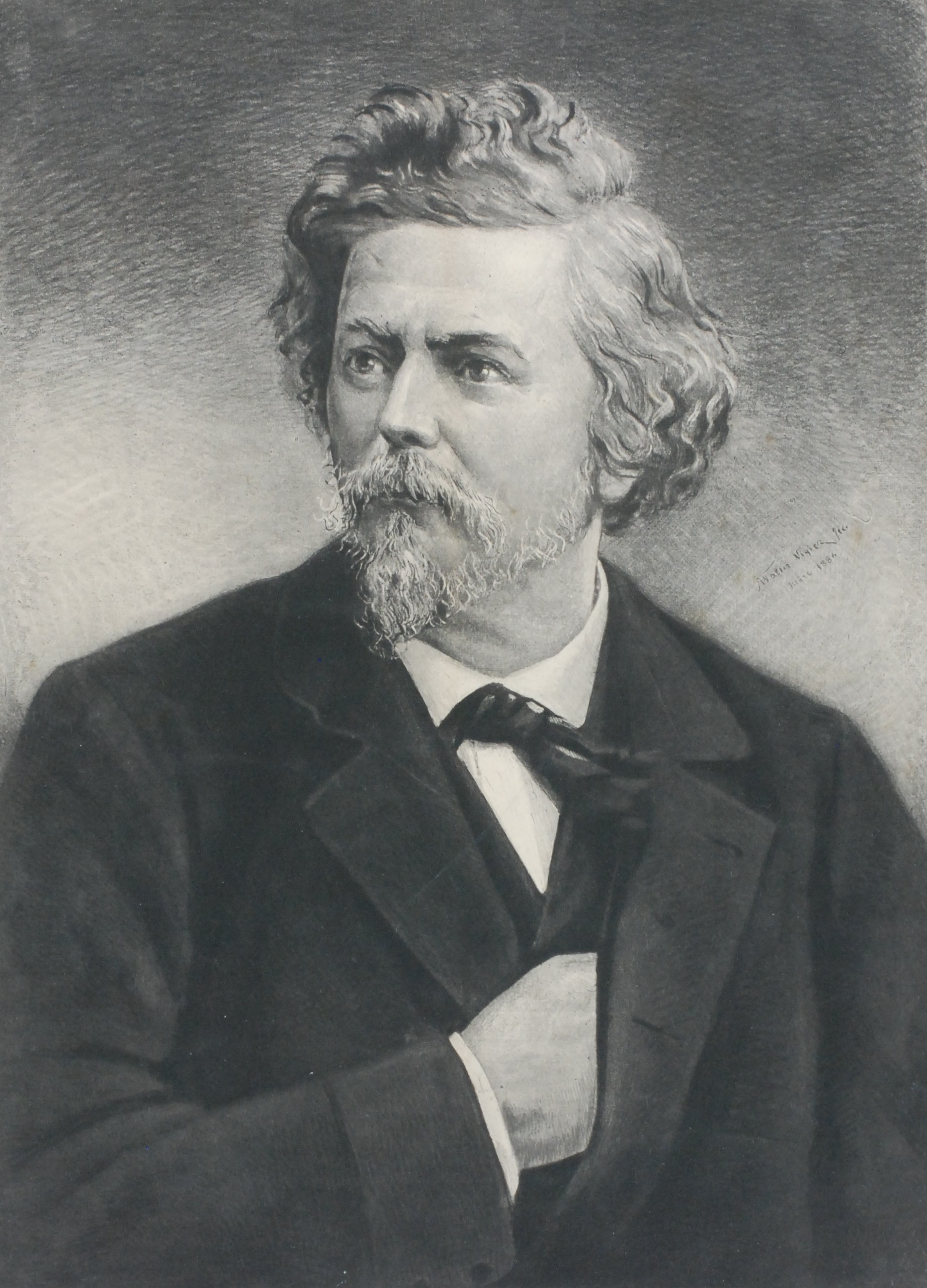
Wilhelm Vigier, 1886

Josef Wilhelm Viktor Vigier (* 27. August 1823 in Solothurn; † 18. März 1886 ebenda) war ein Schweizer liberaler Politiker.

## Leben
Vigier wurde als Joseph Wilhelm Viktor von Vigier in die aus Südfrankreich stammende adelige Patrizierfamilie von Vigier (auch Vigier von Steinbrugg) hineingeboren, die seit dem frühen 17. Jahrhundert in Solothurn ansässig war. Er vertrat jedoch schon in seiner Jugend freisinnige, demokratische Anschauungen, was ihn dazu führte, das Adelsprädikat «von» abzulegen. Vigier studierte an den Universitäten Zürich, Bonn, Berlin und Heidelberg Rechtswissenschaft. In dieser Zeit trat er dem Schweizerischen Zofingerverein bei. Während seines Aufenthalts in Berlin konnte er die Ereignisse der deutschen Märzrevolution 1848 verfolgen; seine Erinnerungen daran veröffentlichte Vigier kurz vor seinem Tod 1886 unter dem Titel Die Märztage des Jahres 1848. Nach seiner Rückkehr in die Schweiz 1849 war Vigier von 1850 bis 1852 Redaktor des Solothurner Blatts. 1851 gründete er zusammen mit Wilhelm Munzinger, einem Sohn von Bundesrat Josef Munzinger, ein Advokaturbüro, in dem er bis 1856 tätig war.
Bald zog es Vigier jedoch in die Politik. Als Wortführer der radikal-liberalen sogenannten «Roten» des Kantons Solothurn, welche für direkte Demokratie eintraten, stellte sich Vigier, seit 1854 Mitglied des solothurnischen Kantonsrats, den altliberalen «Grauen» entgegen. Er trug wesentlich dazu bei, dass 1856 eine Verfassungsrevision im radikal-liberalen Sinne angenommen wurde, und wurde in diesem Jahr in den solothurnischen Regierungsrat gewählt, worin er die dreissig Jahre bis zu seinem Tod 1886 in führender Stellung verblieb. Er bekleidete in dieser Zeit, die auch als «Ära Vigier» bezeichnet wird, elfmal das Amt des Landammanns und war ohne Unterbrechung zugleich Ständerat. Im Artikel von Martin Gisi in der ADB wird Vigier als damals «der populärste Mann des Kantons» bezeichnet. Ihm gebühre das Verdienst, «die Einführung einer Reihe von industriellen Etablissementen im Kanton und die Ausdehnung des Eisenbahnnetzes ohne Belastung des Staatsvermögens gefördert zu haben». Vigier förderte auch das Gesundheits- und Bildungswesen stark; seinem Einsatz ist ein bedeutender Ausbau der solothurnischen Schulen zu verdanken. Zur Zeit des Kulturkampfs in den 1870er Jahren gehörte Vigier, der anfänglich auf ein gutes Einvernehmen zwischen dem Staat und der römisch-katholischen Kirche bedacht war, zu den Gründern der christkatholischen Kirche. Er wirkte später aber auch an der Beilegung der Streitigkeiten und der Wiederherstellung des Bistums Basel mit.
Als Mitglied des Ständerats, den er in den Jahren 1862 und 1882 präsidierte, war Vigier auch auf Bundesebene einflussreich. 1881 kandidierte er als Bundesrat und unterlag dem Solothurner Amtsinhaber Bernhard Hammer nur knapp. Von 1858 bis 1874 gehörte Vigier zudem dem Bundesgericht an, welches er ebenfalls zweimal präsidierte, 1864 und 1873. Er war einer der hauptsächlichen Verfechter einer Totalrevision der Bundesverfassung von 1848, welche 1874 in Kraft trat und die Bundeskompetenzen und Volksrechte ausbaute.

## Familie
Wilhelm Vigier hatte acht Geschwister, darunter Urs Viktor Vigier, der von 1846 bis 1856 ebenfalls solothurnischer Regierungsrat war. Wilhelm Vigiers gleichnamiger Neffe, ein Sohn von Urs Viktor, war Solothurner Stadtpräsident und Nationalrat. 